# Endochironomus stackelbergi
Endochironomus stackelbergi är en tvåvingeart som beskrevs av Maurice Emile Marie Goetghebuer 1935. Endochironomus stackelbergi ingår i släktet Endochironomus och familjen fjädermyggor. Arten har ej påträffats i Sverige. Inga underarter finns listade i Catalogue of Life.